# Service academies (USA)
Service academies är en samlingsbenämning på 5 utbildningsinstitutioner på grundläggande universitetsnivå (engelska: undergraduate education) i USA som ägs och drivs av den federala statsmakten, varav 3 ingår i USA:s försvarsdepartement, med syftet att utbilda officerare till USA:s väpnade styrkor. 
De fem akademierna har fyraåriga program, där eleverna bor på campus under utbildningen och bär uniform, som leder till bachelorexamen och officersfullmakt. I utbyte mot fullföljandet av en avgiftsfri utbildning på grundnivå förbinder sig de som tar examen att tjänstgöra under flera år som officer (engelska: service obligation).

## Antagning
Det är många sökande till varje utbildningsplats vid akademierna. För att kunna söka krävs i regel ett rekommendationsbrev från en ledamot av USA:s kongress (dvs USA:s representanthus och USA:s senat), USA:s vicepresident eller från USA:s president som intygar att den sökande uppvisar ledarskapsförmåga och redlighet. Sökande måste vara amerikansk medborgare, mellan 17 och 25 år, ostraffad, ogift, utan barn och inte gravid. Ett mindre antal utländska sökande förekommer från länder som har särskilda överenskommelser med USA. Antagningskommittén för respektive akademi bedömer de sökande utifrån skolbetyg, hälsostatus och ledarskapspotential.

## Lista överservice academies
| Symbol | Namn Förkortning                            | Huvudman                     | Inrättad | Campus                               | Antal studenter | Notering          |
| ------ | ------------------------------------------- | ---------------------------- | -------- | ------------------------------------ | --------------- | ----------------- |
|        | United States Military Academy USMA         | USA:s armédepartement        | 1802     | West Point, New York                 | 4 294           | [ 1 ] [ 2 ]       |
|        | United States Naval Academy USNA            | USA:s marindepartement       | 1845     | Annapolis, Maryland                  | 4 576           | [ 1 ] [ 2 ]       |
|        | United States Air Force Academy USAFA       | USA:s flygvapendepartement   | 1954     | Colorado Springs, Colorado           | 4 304           | [ 1 ] [ 2 ]       |
|        | United States Coast Guard Academy USCGA     | USA:s kustbevakning          | 1876     | New London, Connecticut              | 1 069           | [ 1 ] [ 2 ] [ 3 ] |
|        | United States Merchant Marine Academy USMMA | U.S. Maritime Administration | 1943     | Kings Point, Nassau County, New York | 1 011           | [ 1 ] [ 2 ] [ 4 ] |